# دارسی (یکا)
دارسی (انگلیسی: Darcy) از یکاهای اندازه‌گیری میزان نفوذ پذیری سنگ‌ها است، که نخستین بار توسط هنری دارسی مطرح گردید. یک دارسی عبارتست از نفوذ پذیری که در آن یک مایع با شدت حجمی یک سانتیمتر مکعب در ثانیه با ویسکوزیته 1cP تحت فشار یک اتمسفر از سطحی 1 سانتیمتر  مربعی عبور کند. نفوذپذیری اغلب سنگ‌ها به‌طور کلی کمتر از ۱ دارسی می‌باشد.